# Neruda (filme)
Neruda (bra/prt: Neruda) é um filme franco-argentino-chileno-hispano-estadunidense de 2016, do gênero drama biográfico, dirigido por Pablo Larraín e escrito por Guillermo Calderón.
Foi selecionado como representante do Chile ao Oscar de melhor filme estrangeiro em 2017.

## Elenco
- Luis Gnecco - Pablo Neruda
- Gael García Bernal - Oscar Peluchonneau
- Alfredo Castro - Gabriel González Videla
- Mercedes Morán - Delia del Carril
- Diego Muñoz - Martínez
- Pablo Derqui - Víctor Pey
- Michael Silva - Álvaro Jara
- Jaime Vadell - Arturo Alessandri
- Marcelo Alonso - Pepe Rodríguez
- Francisco Reyes - Bianchi
- Alejandro Goic - Jorge Bellett
- Emilio Gutiérrez Caba - Pablo Picasso
- Antonia Zegers
- Héctor Noguera
- Amparo Noguera
- José Soza